# Coupe-câble
Un coupe-câble (en anglais : wire strike protection system ou WSPS) est un dispositif permettant de réduire les accidents d'hélicoptères lors de collisions avec des lignes électriques ou des câbles.

## Caractéristiques
Le système se compose d'un déflecteur, situé sur la bulle, et de deux extensions verticales, situées au-dessus et au-dessous de celle-ci. Chacune des deux extensions est orientée à 45 degrés vers l'avant et permet de guider un éventuel câble sur une paire de ciseaux. Le système peut permettre d'éviter qu'un câble ne vienne se prendre dans le rotor ou les patins, particulièrement lors des phases de décollage et d'atterrissage ou lors de vols en rase-motte.

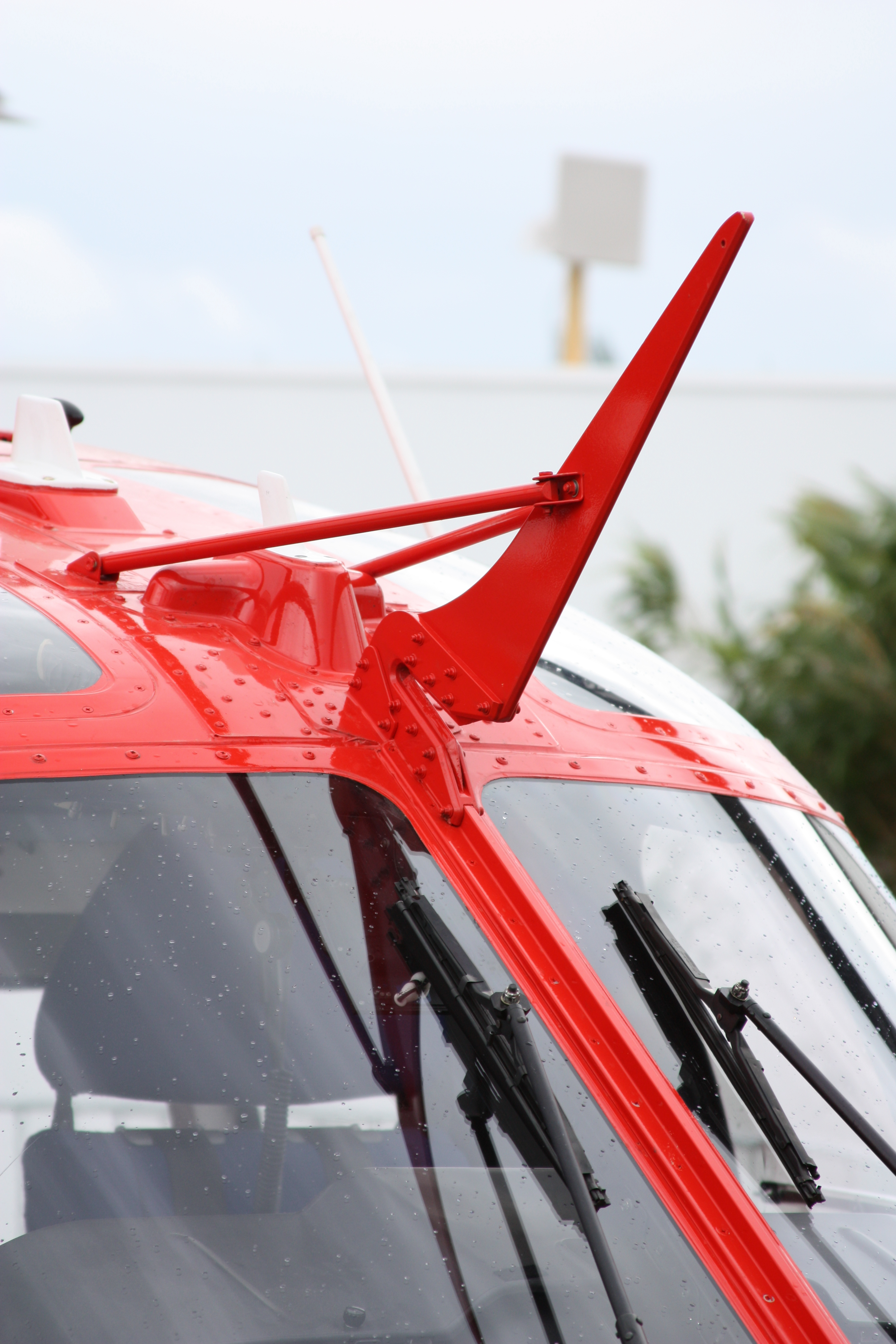
Coupe-câble haut.
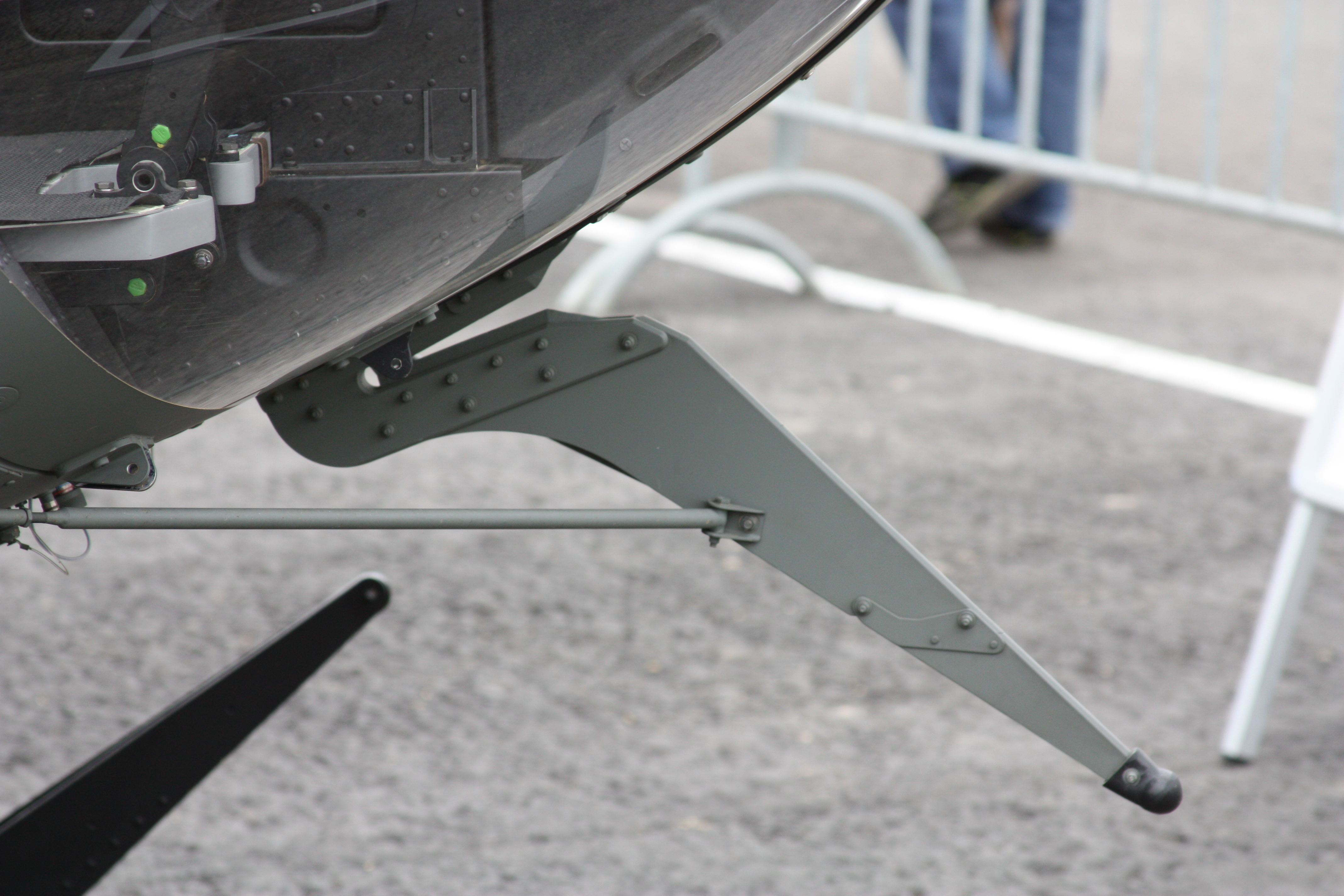
Coupe-câble bas.
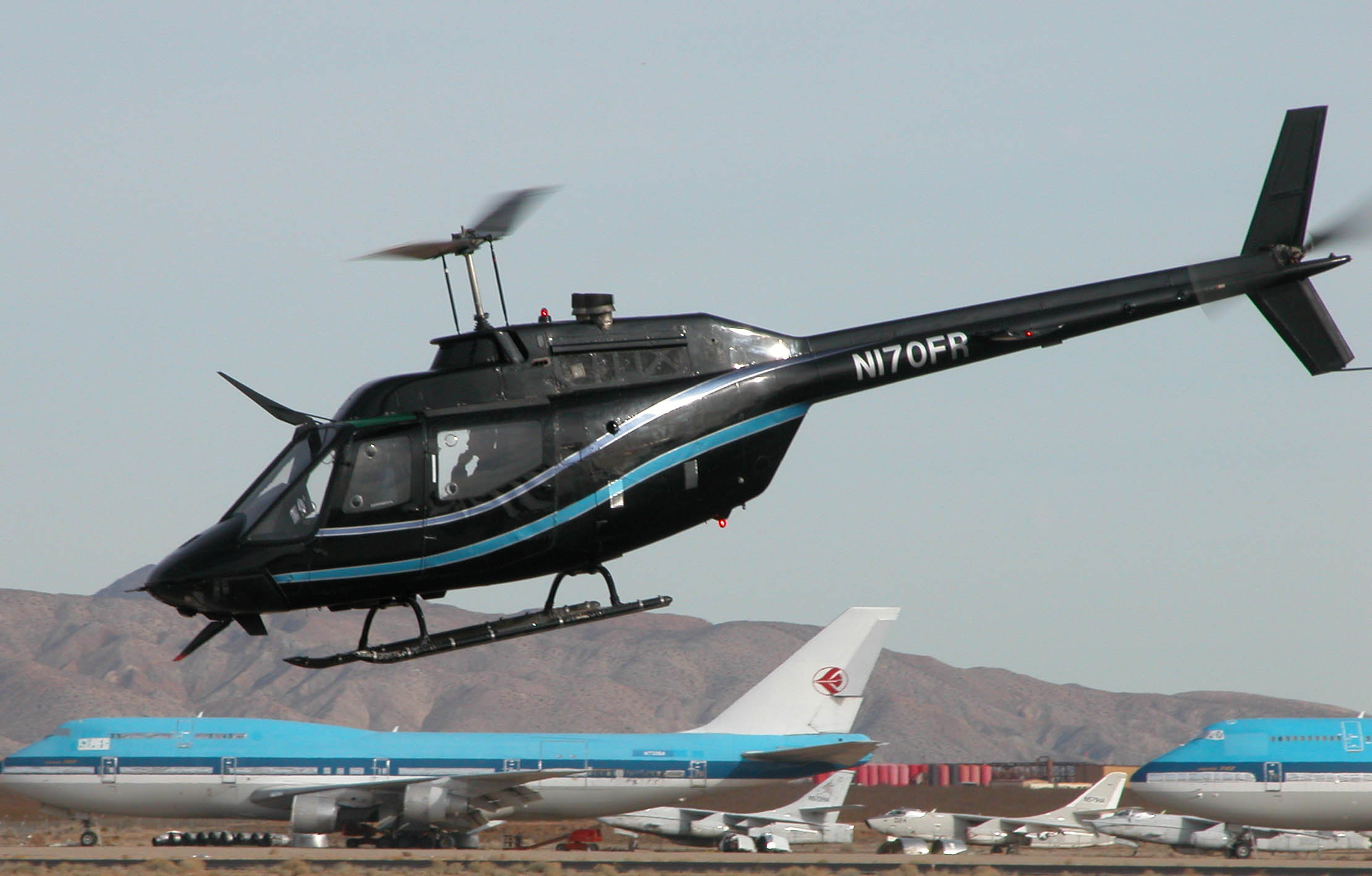
Coupe-câble sur Bell 206.

## Développement
Le système est développé à la fin des années 1970 par Bristol Aerospace (en) sous contrat avec les Forces armées canadiennes. Le brevet d'invention est déposé en 1980 par le Ministère de la Défense nationale du Canada. Magellan Aerospace (en), qui a acquis Bristol Aerospace en 1997, détient la marque déposée "WSPS" depuis 2013,. Dart Aerospace commercialise un système équivalent sous le nom de "cable cutter system".
Le premier hélicoptère à en avoir été équipé est le Bell OH-58 Kiowa. Le système est désormais disponible, par défaut ou en option, sur plusieurs hélicoptères civils et militaires.